# START II
A START II egy bilaterális szerződés volt az Amerikai Egyesült Államok és Oroszország között a hadászati támadófegyverek korlátozásának és csökkentésének (Reduction and Limitation of Strategic Offensive Arms) témájában fogalmazódott. Amerikai részről George H. W. Bush, Oroszország részéről Borisz Jelcin írta alá 1993. január 3-án, melyben a MIRV támadófejek korlátozását rögzítették az interkontinentális ballisztikus rakétákon (ICBM). Emiatt gyakran a MIRV-telenítési megállapodásként is szokás emlegetni. Napjainkban nincs érvényben, ugyanis 2002. június 14-én Oroszország kivonult a szerződés hatálya alól, válaszul az amerikai ballisztikusrakéta-ellenes szerződés (ABMT) mellől való júniusi kilépésért. Ehelyett a hadászati támadóeszközök csökkentési szerződése (SORT) került érvényre, melyet ugyanezen év májusában írtak alá és 2003. június 1-jétől lett hatályos. A SORT értelmében 1700-2200 támadófejet vontak ki a hadrendből 2011 februárjáig.